# Grêmio Esportivo Brasil
Grêmio Esportivo Brasil is een Braziliaanse voetbalclub uit Pelotas in de provincie Rio Grande do Sul, de club wordt meestal Brasil de Pelotas genoemd.

## Geschiedenis
De club werd opgericht in 1911. De club speelde aanvankelijk enkel in het stadskampioenschap van Pelotas en werd in 1917 voor het eerst kampioen. In 1919 toen ze voor het derde jaar op rij kampioen geworden waren werd er voor het eerst een eindronde georganiseerd, die beschouwd wordt als de eerste editie van het Campeonato Gaúcho. Nadat de club enkele andere regionale kampioenen versloeg plaatsten ze zich voor de finale tegen Grêmio en won met 1-5 en werd zo de eerste staatskampioen van Rio Grande do Sul, het zou het de enige keer zijn dat de club deze titel kon winnen. Tot 1960 werd het kampioenschap in de staat via eindronde gespeeld. De club won nog vaak de stadstitel en plaatste zich in 1931, 1942, 1948 nog voor de eindronde, maar werd telkens in de eerste ronde uitgeschakeld. In 1949 kwam de club voorbij de eerste ronde en verloor in de halve finale van Floriano. Nadat de competitie in 1950 en 1952 in groepsfase gespeeld werd, kon de club zich in 1953 opnieuw voor de finale om de titel plaatsen en verloor nu van Internacional. Ook de volgende twee jaar zou de club vicekampioen worden. Hierna plaatste de club zich niet meer voor de eindronde.
In 1961 werd eindelijk, in navolging van de andere staatscompetities, een volwaardige competitie ingevoerd als staatscompetitie. Het waren echter stadsrivalen Pelotas en Farroupilha die zich hiervoor plaatsten. Brasil speelde dat jaar in de tweede klasse en werd daar kampioen, waardoor ze promoveerden. In 1963 werd de club derde achter de twee grote clubs Grêmio en Internacional. De club speelde tot 1973 in de hoogste klasse en eindigde meestal in de middenmoot, hierna trok de club zich drie seizoenen lang terug uit de competitie. In 1977 keerden ze terug en het volgende seizoen mochten ze zelfs aantreden in de nationale Série A, dat toen nog een eindronde was waarvoor zich vele clubs plaatsten. De club werd laatste in zijn groep. Het volgende jaar bereikte de club wel de tweede ronde. In 1980 speelde de club in de Série B, maar werd ook hier snel uitgeschakeld. In 1983 eindigde de club samen met Grêmio tweede achter Internacional en speelde testwedstrijden om de tweede plaats. Na een gelijkspel in Porto Alegre kon de club thuis met 4-0 winnen en zo vicekampioen worden. Hierdoor mocht de club weer in de Série A spelen en bereikte de tweede ronde. Na een derde plaats in de staatscompetitie van 1984 mochten ze in 1985 opnieuw in de Série A aantreden. Het werd een hoogtepunt in de clubgeschiedenis. De club plaatste zich voor de tweede ronde en werd daar groepswinnaar ten koste van het grote Flamengo. In de halve finale werden ze uitgeschakeld door Bangu dat net als Brasil dat jaar een hoogtepunt in de clubgeschiedenis beleefde. Door een middenmootplaats in de staatscompetitie mochten ze het volgende seizoen niet meer in de Série A aantreden, maar wel in de Série B, maar hier werden ze in de eerste ronde uitgeschakeld. In 1988 volgde een degradatie uit de staatscompetitie. Na twee seizoenen keerden ze terug. Vanaf 1995 plaatste de club zich ook voor de nationale Série C. In 1997 en 1998 werd de club derde in de competitie en in 1998 vijfde in de Série C, echter in 1999 volgde een nieuwe degradatie uit de staatscompetitie. De club bleef nog tot 2003 actief in de nationale Série C en pas na een slechte plaats in 2003 namen ze het volgende jaar geen deel meer. 
Nadat de club in 2004 kampioen werd in de tweede klasse, maakten ze een rentree en werd meteen zesde waardoor ze het jaar erop opnieuw aan de Série C mocht deelnemen, waar de club zevende werd. De volgende jaren eindigde ze in de middenmoot. Nadat de club in 2007 de finale van de Copa FGF verloor van Caxias mocht ze wel weer naar de Série C van 2008 en werd daar zesde. In 2009 werd de Série D ingevoerd als laagste nationale divisie en door de goede prestatie in 2008 mocht de club in de Série C blijven en bereikte nu de kwartfinale, waarin ze uitgeschakeld werden door América Mineiro, echter degradeerde de club opnieuw uit de staatscompetitie. In 2010 werd de club slechts twintigste in de tweede klasse, maar slaagde er wel net in om in de Série C te blijven. In 2011 volgde echter een degradatie en kon het jaar erop nog aan de Série D deelnemen. Dat jaar verloor de club ook de finale van de Copa FGF tegen Juventude, wat wel een ticket voor de Copa do Brasil 2013 opleverde, waar de club verloor van Atlético Paranaense. De club werd ook opnieuw kampioen van de tweede klasse in 2013 en keerde zo terug naar de hoogste klasse. Bij de terugkeer werd de club derde, wat een plaats in de Série D opleverde. De club bereikte de finale, die ze verloor van Tombense, maar promoveerde wel naar de Série C. In de Copa do Brasil 2015 verloren ze in de eerste ronde van Flamengo. Na een nieuwe derde plaats in de staatscompetitie bereikten ze in de Série C de halve finale, die ze verloren van Vila Nova, maar wat hen wel een tweede nationale promotie op rij opleverde. Ook in 2016 werd de club in de Copa do Brasil uitgeschakeld in de eerste ronde door Atlético Paranaense en eindigde in de Série B op een elfde plaats.
In 2018 werd de club in de staatscompetitie groepswinnaar van de reguliere competitie en slaagde in de eindronde erin om de finale te halen, die wel met zware cijfers verloren werd van Grêmio.

## Erelijst
Campeonato Gaúcho
1919